# Paweł Zamoyski

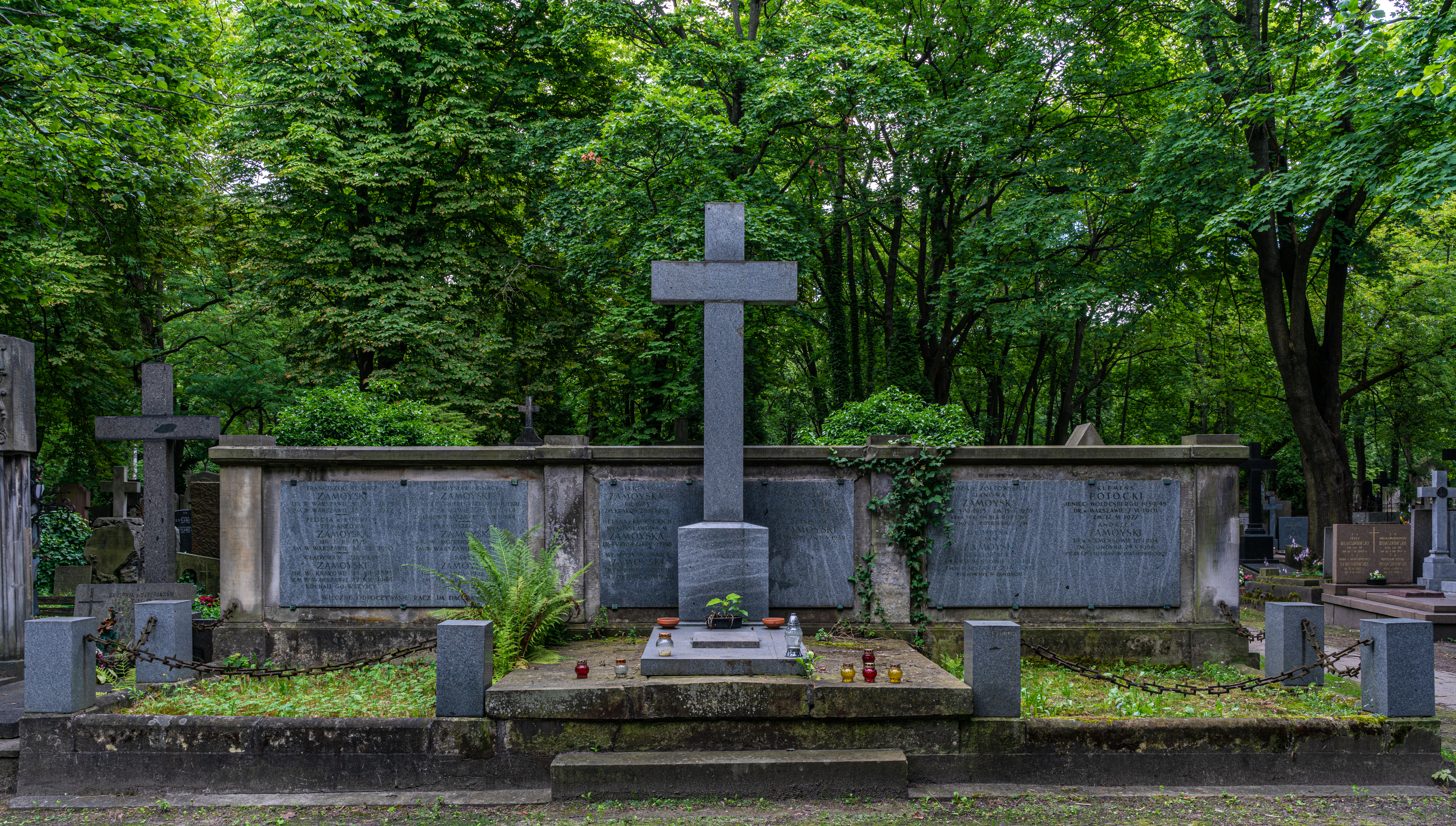
Grób Pawła Zamoyskiego na cmentarzu Powązkowskim

Paweł Zamoyski ps. Ziemba herbu Jelita (ur. 14 marca 1922 w Paryżu, zm. 20 marca 1985 w Madrycie) – polski hrabia, kapral podchorąży, uczestnik powstania warszawskiego w 1944 roku. Syn Maurycego Zamoyskiego i księżnej Marii Sapiehy (Czereja-Różana).
W powstaniu walczył na Mokotowie w 1 pułku szwoleżerów "Góral". Po kapitulacji walk powstańczych znalazł się w Obozie Przejściowym Jeńców Armii Krajowej w Skierniewicach. 28 kwietnia 1955 w Caracas poślubił Olgę Rodriguez-Uria.
Pochowany na cmentarzu Powązkowskim w Warszawie (kwatera 108-6-25/30).